# Eugenio Spreafico
Eugenio Spreafico (Monza, 2 aprile 1856 – Magreglio, 2 ottobre 1919) è stato un pittore italiano.

## Biografia
Si forma artisticamente all'Accademia di Brera, dove è allievo di Francesco Hayez, Giuseppe Bertini e Raffaele Casnedi, dai quali viene indirizzato a un Verismo di stampo romantico.
Inizia la sua attività professionale nel 1880, quando presenta due Studi dal Vero all'Esposizione di Brera, dove è presente l'anno successivo con Bosco e In processione, nel 1882 con otto opere, nel 1883 con Quanto sa di sale lo pane altrui e Benedizione delle case e nel 1885 con tre opere.
Nel 1883 esordisce alla Esposizione di Belle Arti in Roma con Ritorno alla cascina e Nel parco di Monza, nel 1884 è all'Esposizione di Belle Arti di Torino con Nozze paesane, L'Ave Maria del mattino e Sabato, dove espone anche nel 1898 con Temporale in primavera, Predestinati e Mattino d'inverno.
Dalla metà degli anni ottanta si trasferisce a Magreglio, dove si dedica alla pittura di paesaggio, soprattutto di Monza, della Brianza e dei suoi laghi, oltre all'esecuzione di ritratti su commissione.
In questa fase, alterna una pittura realistica, con intenti narrativi e sentimentali a una forte attenzione a temi sociali e al lavoro nei campi, in particolare quello femminile (Sfogliatrici di granoturco, Alla sbianca, Dal lavoro. Il ritorno dalla filanda, I calderai), in analogia ad alcune opere dei colleghi Emilio Longoni e Pellizza da Volpedo.
Espone per l'ultima volta alla Permanente di Milano del 1916; muore per gli effetti dell'influenza spagnola nel 1919 a Magreglio, dove è sepolto nel locale cimitero.
La città natale gli ha dedicato retrospettive nel 1923, nell'ambito del Premio Città di Monza del 1953 presso la Villa Reale e nel 1989.

## Stile
(Luigi Càllari in Dizionario degli artisti italiani viventi: pittori, scultori e architetti, Angelo De Gubernatis, Firenze, 1889)

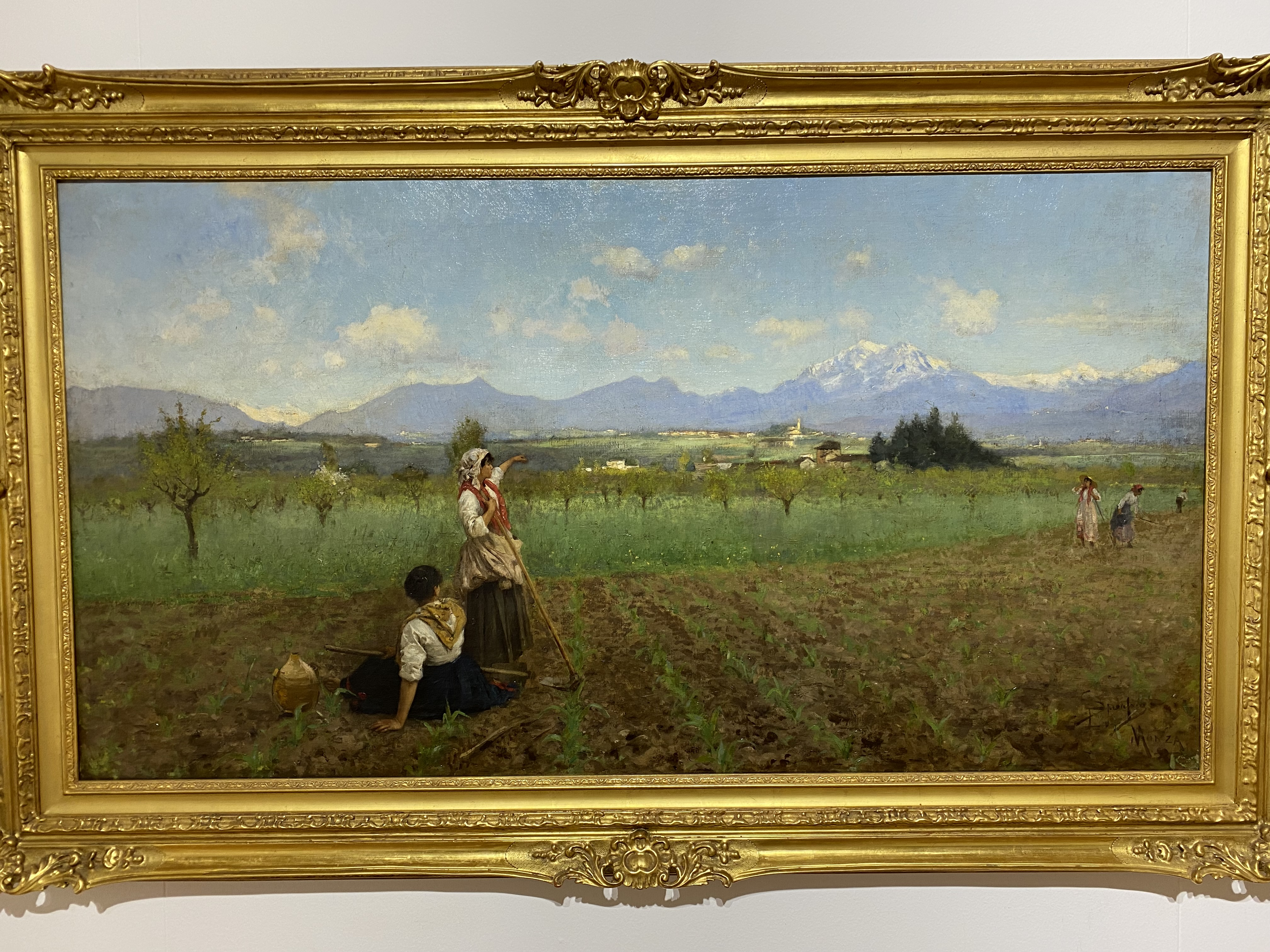
La voce (Primavera)

Paesista di rilievo, appartenente al gruppo di realisti monzesi come Gerardo Bianchi, Mosè Bianchi, 
Emilio Borsa, Pompeo Mariani ed Emilio Parma.
Nella prima fase della sua attività, esordisce con ritratti di Romanticismo sentimentale, influenzati dal maestro Hayez.
A partire dal 1881, il cosiddetto periodo monzese, Spreafico si accosta al Verismo del concittadino Mosè Bianchi, che rivolge comunque particolare attenzione alla trame della contemporanea Scapigliatura.
Nel periodo brianzolo, precedente al trasferimento a Magreglio, viene apprezzato come attento illustratore della natura, con opere ispirate alla campagna lombarda.
I soggetti prediletti, in questa fase, sono le lavoratrici e i lavoratori: contadini, lavandaie, operai, bambini intenti nella lettura mentre curano il bestiame, figure rappresentate mentre sono immerse nella natura, in uno stretto rapporto tra la figura e il paesaggio.
Nel suo periodo più tardo, che decorre da inizio 1900 alla morte, cerca un'elaborazione del dipinto in chiave post-scapigliata.

## Opere principali
- La benedizione delle case (1883), olio su tela, collezione privata;
- La lattaia (1885), olio su tela, collezione privata;
- Palle di neve (1885-1890), olio su tela, collezione privata;
- Il laghetto del Parco (1885-1890), olio su tela, collezione privata;
- Ritratto di Giuseppe Bonsaglio (1886) olio su tela, ASST di Monza[9];
- Dolori. La sagra dei morti (1886), olio su tela, Musei Civici di Monza[10];
- La voce (Primavera) (1888-1891), olio su tela, collezione privata;
- Ritratto di Francesco Boffa (1889) olio su tela, ASST di Vimercate[11];
- Giovinetto con berretto grigio (1890) olio su tela, Museo Martinitt e Stelline, Milano;
- Dal lavoro. Il ritorno dalla filanda (1890-1895), olio su tela, Musei Civici di Monza[12];
- La guardiana delle oche (1890-1899) olio su tela, Musei Civici di Monza;
- Ritratto del Cav. Sac. Prof. Cesare Aguilhon (1892-1899) olio su tela, ASST di Monza[13];
- Ritratto di Carlo Panceri (1895-1899) olio su tela, ASST di Monza[14];
- Ritratto di Angelo Rovelli (1900) olio su tela, ASST di Vimercate[15];
- Ritratto di Gaetano Molina (1901-1910) olio su tela, ASST di Monza[16];
- Ritratto di Giuseppe Pennati (1903-1910) olio su tela, ASST di Monza[17];
- La primavera (1904), olio su tela, collezione privata;
- La sbianca (1904) olio su tela, Cassa Rurale e Artigiana di Carate Brianza;
- Ritratto del Cav. Uff. Dott. Luigi Erba (1904-1909) olio su tela, ASST di Monza[18];
- Ritratto di Giuseppe Cernuschi (1904-1910) olio su tela, ASST di Monza[19];
- I calderai (1907), olio su tela, Musei Civici di Monza[20].